# جیمز هگرتی
جیمز هگرتی (انگلیسی: James Haggarty; april ۱۴, ۱۹۱۴ – ۸ مارس ۱۹۹۸ (۸۳ ساله)) ورزشکار هاکی روی یخ اهل کانادا بود.
از باشگاه‌هایی که در آن بازی کرده‌است می‌توان به مونترآل کانادینز اشاره کرد.
وی در مسابقات کشوری و بین‌المللی در مجموع برندهٔ ۱ مدال نقره شده‌است.